# Cyberbullying
A cyberbullying, magyaros elnevezéssel kiberzaklatás, elektronikus zaklatás vagy internetes zaklatás egy új típusa az elsősorban kamaszkorúak közt tapasztalható iskolai bántalmazásnak és a kortársak között megnyilvánuló szándékos kiközösítésnek, ami durvább csúfolódásokból, kárörvendésből és fenyegetésekből álló, az áldozathoz elektronikus úton eljutó megfélemlítő hatású üzenetek sorozatát jelenti. A cselekvéssorozatot jellemzően egy vagy több felhasználó viszi véghez.
A cyberbullying elsősorban távközlési úton, többnyire az interneten éri utol áldozatát, ismétlődő, ellenséges, és az áldozat személyiségfejlődésének illetve önbecsülésének szempontjából rendkívül káros módon fejti ki hatását. Ahogy a fiatalabb korosztályon belül egyre inkább terjed az internetes zaklatás, fokozatosan egyre szigorúbb lépésekre szánják el magukat a hatóságok, akár a törvényhozás szintjén is fellépnek ezzel az újfajta veszélyhelyzettel szemben.

## Fogalma

### Törvényi megfogalmazás
A cyberbullying a törvényi szószedetek megfogalmazása alapján:
- olyan cselekvéseket takar, amelyek infokommunikációs technológiákat használnak szándékos, ismételt és ellenséges viselkedéssel egybekötve, melyeket egyének, vagy csoportok követnek el, amelyek arra irányulnak, hogy másokat bántalmazzanak,
- infokommunikációs technológiát használnak arra, hogy tevékenységükkel másokat bántsanak
- illetőleg internetes szolgáltatásokat, telekommunikációs cégek mobilszolgáltatásait veszik igénybe, illetőleg internetes oldalakon és csevegőszobákban, valamint rövid szöveges üzenetek küldése útján lépnek kapcsolatba az áldozattal, akinek a sérelmére történik mindezen folyamat.

Példának okáért a cyberbullying körébe tartozik az a közlésforma, amely az áldozat megfélemlítésére, irányítására, manipulálására, becsmérlésére, szavahihetetlenné tételére, illetőleg megalázására irányul. Ezen cselekvések szándékosak, ismétlődőek és ellenséges hangnemük arra irányul, hogy a másik emberben kárt tegyen. A kiber megfélemlítést a The National Crime Prevention Council az alábbi módon fogalmazza meg: "Olyan esetek, amelyek az internetet, mobiltelefonokat, illetve más eszközöket használnak arra, hogy rövid szöveges üzeneteken, illetve internetes posztokon keresztül, vagy képek segítségével, más ember megsértésére, illetve zaklatására irányulnak."
A cyberbully lehet egy olyan személy, akit az adott közösség jól ismer, illetőleg a netes közösségben idegenként mozgó személy is. A cyberbully irányulhat ismeretlen személy ellen is, akit a bántalmazók nem is ismernek személyesen.

## Főbb típusai
- Flame war („lángháború”, trollkodás): Online viták generálása dühös és agresszív nyelvezet használatával, illetve – sokszor nem az adott témába vágó – támadó jellegű hozzászólások küldése közösségi oldalak és fórumok nyilvános felületein.
- Harrassment (támadás-sorozat): Bántó, igaztalan üzenetek rendszeres küldése online.
- Denigration (befeketítés, rágalmazás): Kegyetlen, a hírnév rontására alkalmas pletykák vagy szóbeszéd küldése, kiposztolása, terjesztése valakiről.
- Exclusion (kiközösítés): Az online közösség egy tagjának a csoportból való kirekesztése, szándékos izolációja.
- Impersonation (személyiséglopás): Az elkövető egy másik, létező személy online profilját feltörve, használja azt és hírnevének rontására alkalmas üzeneteket küldözget a nevében.
- Outing (kibeszélés, doxxing): Titkok, pletykák vagy egyéb személyes információk és intim tulajdonságok engedély nélküli megosztása másokkal.
- Trickery („trükközés”, becsapás): Személyes adatok csalással, megtévesztéssel történő megszerzése valakitől, majd ennek az információnak, adatnak a megosztása a közösséggel.
- Cyberstalking (online megfélemlítő zaklatás): Az áldozat online szokásainak megfigyelése, folyamatos figyelemmel kísérése és támadó jellegű kijátszása.
- Cyberthreats (online fenyegetések): Olyan, közvetlen fenyegetések vagy nyugtalanító kijelentések, amelyekből úgy tűnik, hogy a szerző érzelmileg felkavart, és fontolgatja, hogy valaki mást, vagy magát bántja, illetőleg öngyilkosságot követ el.
- Sexting (szexting): A szó a „text” (szöveg) és a szex szavak összevonásával jött létre. A kifejezést olyan helyzetekre használják, amelyekben az elkövető szexuálisan provokatív és saját maga által készített meztelen vagy félig meztelen képeket vagy nyíltan szexuális tartalmú szöveget küld el online valakinek. A legnagyobb figyelmet a meztelen képek küldése kapja, mert az ilyen felvételek további, széleskörű terjesztése sokkal valószínűbb, és a fiatalokat nagyobb kockázatnak teszi ki.[6] Szexuális tartalmak beleegyezés nélkül történő privát küldése esetén szexuális erőszak. (Magyarországon a 18 éven alattiakról készült szexuális jellegű felvételek készítése és továbbítása illegális.) Az egyik legelterjedtebb sexting-alkalmazás a Snapchat.[7]

### Példák a cyberbullyingra
- Zaklató tartalmú anonim üzenetek (szöveg, kép, videó) küldése e-mailben, SMS-ben, chaten vagy közösségi oldalon.
- Személyes felhasználói fiókba (e-mail, közösségi oldal, stb.) való jogosulatlan belépés.
- Valaki más online személyiségével való visszaélés.
- Bármilyen privát információ megszerzése és annak beleegyezés nélküli elterjesztése.
- Személyes kép vagy videó szerkesztése úgy, hogy az azon szereplőt megalázó helyzetbe hozza vagy nevetségessé tegye, s ennek a terjesztése.
- Mobiltelefonra érkező anonim hívások.
- Honlap vagy blog létrehozása valakinek a lejáratása céljából.
- Személyes honlap, blog feltörése és módosítása.
- Internetes szolgáltató vagy a hatóságok valótlan tájékoztatása annak érdekében, hogy valakit hátrányos következmény érjen, például kizárják egy honlapról, vagy házkutatást tartsanak nála.
- Rosszindulatú pletykák terjesztése online eszközök segítségével.
- Online hozzáférés megakadályozása – például jelszóváltoztatással.
- Kirekesztés, negligálás („levegőnek nézés”) online környezetben.

### Egy korai példa
A cyberbullying egyik legelső, széles körben ismertté vált példája a kanadai Ghyslain Raza esete. Ghyslain – vagy ahogyan ismertté vált, „Star Wars Kid” – 2002-ben filmet készített magáról, ahogy egy partvisnyéllel hadonászva utánozza a Csillagok háborúja jedi lovagjait. A 15 éves, túlsúlyos srác abszurd mozdulataival kétségkívül szórakoztató látványt nyújtott. Így gondolták ezt osztálytársai is, akik a videót megtalálták és feltették az internetre, nem sejtve, hogy tettük milyen nem várt népszerűséget hoz higanymozgású társuk számára. Néhány nap után ugyanis azt vették észre, hogy milliók töltötték le a kiszivárogtatott felvételt. A Star Wars Kid hamarosan internetes mémmé vált, 2004-ben még egy honlap is készült, ahová a videó eredeti és kreatív módon megszerkesztett változatai kerültek fel. Az oldalt 900 millióan keresték fel két év alatt. Ha szándékosan történik mindez, alighanem a világ egyik legsikeresebb reklámkampányáról beszélnénk, így azonban az egyébként is önértékelési problémákkal küzdő Ghyslain megaláztatásként élte meg, s miatta többször kellett iskolát váltania, végül pszichiátriai segítségre szorult.

## Cyberbullying kontra Cyberstalking
A cyberbullying gyakorlata nem kizárólag a 18 éves kor alatti korosztályra korlátozódik, ugyanakkor amennyiben idősebb, felnőtt emberek között azonosítják e problémát, akkor gyakran helytelenül használják a cyberbullying kifejezést olyan esetekre is, amelyek az internetes zaklatásnál, illetve telefonbetyárkodásnál nem többek. Ez utóbbi eseteket felnőttek követik el felnőttek ellen. Az internetes zaklatók gyakran a közösségi média oldalait, közösségi fórumokat, vagy online információs oldalakat használnak és ezen esetek arra irányulnak, hogy veszélybe sodorják az áldozat megélhetését, állását, hírnevét bemocskolják, illetve az áldozat biztonságát veszélyeztessék. Számos internetes betyár követ el becsületsértést, amikor az áldozat jó hírnevét és egzisztenciáját kockáztatja, illetve fordítja ellene az közvéleményt.
A cyberstalking a cyberbullying egyik formája. Tartalmazhat hamis vádakat, megfigyelést, riadalomkeltést, személyazonosság ellopását, felszerelési tárgyak, illetve személyes adatok, iratok megsemmisítését, kiskorúak szexuális zaklatását, illetve információgyűjtést a további zaklatásokhoz. A felnőttek által elkövetett, másik felnőtt ellen irányuló ellenséges cselekedetek jogilag is zaklatásnak minősülnek. A cyberstalking gyakran internetes, illetve nem internetes megnyilvánulási módokkal jelentkezik.

### Felhasznált módszerek
A tanárok és szülők így összegzik általában azokat a kézikönyveket és útmutatókat, amelyek a cyberbullyingal foglalkoznak: "A cyberbullying kegyetlen mások számára, mely során sértő dolgokat tesznek közzé az elkövetők szöveges üzenetekkel, internetes posztolással mobiltelefon, vagy az internet segítségével." A kutatások, a törvényi szabályozások megalkotása, illetve az emberek, elsősorban a diákok és a szülők kiokítása ebben a témakörben folyamatosan zajlik. Alapleírások és útmutatók szükségesek, melyek segítenek felismerni és nyomon követni, hogy mi is az, amivel vigyázni kell, illetve az internetes tevékenységek azonosítása lehet a megoldás.
A cyberbullying ismételt cselekvésekkel jár, melyeknek természete az áldozat ellen irányul. A cyberbullyingot zaklatásokon, internetes betyárkodás során, a jó hírnévhez való jog megsértésével (kegyetlen rémhírek terjesztésével, hazugságok állításával, melyek az áldozat hírnevét hivatottak csorbítani, illetve baráti kapcsolatait szándékozzák tönkretenni), megszemélyesítés útján, kirekesztés útján követik el.
A cyberbullying egyszerűen folytatódó rosszindulatú e-mailek, illetve sms-ek sorozata, melyekkel az áldozatot zaklatják, melyre az érintettek azt mondják, hogy nem akarnak további kapcsolatot fenntartani ezek küldőivel. Közösségi cselekvéseket is tartalmazhat az effajta bántalmazás, melyek során ismétlődő fenyegetések, szexuális célozgatások, pejoratív jelzők használata, illetve rágalmazó, hamis vádak kimondása, a személy hibáinak általánosítása jelennek meg, melyekkel nevetségessé teszik a bántalmazott személyt az online fórumokon, feltörik, vagy megrongálják a személyről szóló adatlapokat, illetőleg hamis állításokat tesznek közzé róla, melyeknek célja a kiszemelt személy hiteltelenné tétele, megalázása.
A cyberbullying korlátozódhat az áldozatról való rémhírek terjesztésére is, melyeket az interneten tesznek közzé, azzal a szándékkal, hogy gyűlöletet szítsanak a kiszemelt személy ellen, illetve rontsák hírnevét, azért, hogy másokat is ellene hangoljanak. Ez akár odáig is fajulhat, hogy bűncselekmények elkövetésével is megvádolják az áldozatot.
A cyberbully elkövetői gyakran az áldozat személyes adatait is közzéteszik (például a valódi nevét, lakcímét, munkahelyének, illetve iskolájának nevét, címét) különböző weboldalakon és fórumokon, valamint használhatnak megszemélyesítést, illetve hamis felhasználói oldalakat készíthetnek, hamis hozzászólásokat tehetnek közzé az áldozat nevében nyilatkozva, azzal a célzattal, hogy nevetségessé és hiteltelenné tegyék őt. Ezt az elkövetők gyakran név nélkül teszik, amely megnehezíti az elkövetők leállítását és megbüntetését. Ugyanakkor nem minden elkövető anonim.
A barátok közti chatelések, e-mailek és szöveges üzenetek során a cyberbullying kategóriájába tartoznak azon üzenetek is, melyek kellemetlenül érintik bármelyik részt vevő felet.
Néhány elkövető fenyegető, illetve zaklató üzeneteket, e-maileket küld az áldozatnak. Mások rémhíreket terjesztenek, vagy pletykákat gyártanak mások felbujtására az áldozat ellen.

### Bűnüldözés az elektronikus úton folytatott zaklatással kapcsolatban
Az államok többsége rendelkezik olyan jogszabályokkal, amelyek a kifejezetten elektronikus úton zajló zaklatás ellen vannak.
A legtöbb bűnüldözési szervnek van külön a cyberbűnözés felgöngyölítésével foglalkozó egysége és gyakran előfordul, hogy az internetes zaklatást komolyabban veszik, mint a fizikai zaklatást. A különböző segélyvonalak és megoldások államonként, illetve területenként eltérőek lehetnek.
Magyarországon a rendőrségen kívül a Nemzeti Média- és Hírközlési Hatóság (NMHH), illetve a Nemzeti Adatvédelmi és Információszabadság Hatóság (NAIH) foglalkozik az ilyen jellegű problémákkal.

### Iskolák
Az iskolák biztonsága ezen a téren egyre jobban a törvényalkotók látókörébe kerül. 2006 és 2010 között egyre fokozódó törvényalkotási szándék jelent meg a törvényhozás szintjén. Különféle kezdeményezések és tantervi követelmények léteznek az Egyesült Királyságban (az Ofsted eSafety guidance) és Ausztráliában (az Overarching Learning Outcome 13). 2012-ben egy csapat tinédzser a Connecticut beli New Havenből kifejlesztett egy alkalmazást, amely segít a cyberbullying elleni harcban. Az alkalmazást "Back Off Bullynak" nevezték el, amely internetes alkalmazás, amely nevek nélkül forrásként használja a számítógépeket, az okostelefonokat és az iPad-eket. Mikor valaki tanúja, vagy elszenvedője az ilyen típusú zaklatásnak, akkor azonnal jelenteni kell az esetet. Az alkalmazás kérdéseket tesz föl a zaklatás időpontjáról, helyéről, és arról, hogy milyen módon zajlott. Amint a zaklatás utáni első pozitív lépések megtörténtek, az elküldött adatok egy központba kerülnek, ahol az adminisztrátorok tanulmányozzák azokat. Az esetek közös vonásait összevetik, majd közbelépnek, hogy megakadályozzák a további zaklatást. A BOB 14 tinédzser korú gyermek agyszüleménye elfogadott és alkalmazott alkalmazás lett az egész államban.

## Érzelmi hatása
Az elektronikus zaklatás érzelmileg megterhelőbb a hagyományosnál – egyrészt azért, mert sokkal nehezebb elmenekülni előle. Az iskolai zaklatás véget ér az intézmény kapujánál, a cyberbullying azonban csak ott kezdődik; ráadásul abban a közegben, amelyben a gyerekek manapság a legtöbb időt töltik: az online világban, ahol az egymás közti kommunikáció és szórakozás legnagyobb része zajlik. A másik fontos tényező, hogy az elektronikus zaklatás a legtöbbször anonim, vagy álnéven történik. A kutatások szerint az ilyen esetek felében nem lehetett kideríteni, hogy kitől eredt a támadás. Ez lehetőséget ad azoknak is, akik egyébként soha nem bonyolódnának bele egy szemtől szembeni konfliktusba. A harmadik fontos különbség, hogy a cyberbullying általában egy sokkal nagyobb “színtéren”, az online nyilvánosság előtt zajlik, így az áldozat még inkább megalázottnak, a közösség kitaszítottjának érezheti magát. Mindezek a tényezők azt eredményezik, hogy a cyberbullying áldozatai koncentráltabb formában kapják a megaláztatást és frusztrációt.
A legtöbb esetben nem végződik öngyilkossággal a zaklatás, ám a szakemberek a cyberbullyingnak tulajdonítható tinédzser öngyilkossági mutatók emelkedésétől tartanak. Ezt az aggodalmat azonban adatok még nem támasztották alá.

## Biztonságtudatos magatartás
Az információ használatához és a hozzáféréshez kapcsolódó jogi, szociális és gazdasági összefüggések megértése, az adatok jogszerű és etikus felhasználása, az információs műveltség része. Olyan tudatos, preventív magatartás az online térben, amelynek segítségével a felhasználó a világhálón megőrizheti identitását, személyes adatait védheti, az információk jogtalan felhasználását kerülheti el vagy akár rosszindulatú programokat detektálhat. A biztonságtudatos magatartással az internetes csalások pl. az adatvesztés, a jogosulatlan adatkezelés és adattovábbítás, cyberbullying ellen védekezhet a felhasználó. Ilyen megoldások pl. titkosítás, adatmentés, kétfaktoros azonosítás, vírusvédelem, személyes profil kialakításának lehetőségei.

## Fordítás
- Ez a szócikk részben vagy egészben  a   Cyberbullying című angol Wikipédia-szócikk ezen változatának fordításán alapul.  Az eredeti cikk szerkesztőit annak laptörténete sorolja fel. Ez a jelzés csupán a megfogalmazás eredetét és a szerzői jogokat jelzi, nem szolgál a cikkben szereplő információk forrásmegjelöléseként.